# Krameria cistoidea
Krameria cistoidea — вид цветковых растений рода Крамерия (лат. Krameria). Произрастает в центре Чили, а именно в Серро Ла Кампана. Низкорослый многолетний кустарник, достигает 50 см в высоту. Паразитирует на корнях других растений. Цветки красного цвета. Обладает лекарственными свойствами, плоды съедобны.